# Кривельская, Нина Викторовна
Ни́на Ви́кторовна Криве́льская (род. 10 октября 1948, Моршанский район, Тамбовская область, СССР) — российский юрист, политик и общественный деятель, специалист по управлению в социальных и экономических системах в области юридических наук, по оценке угроз и поиску защиты от деструктивных религиозных организаций, по основам экономической безопасности личности, общества и государства, по проблемам общественной безопасности и защиты личности, по информационной безопасности государства, общества и личности, по современным программам личной безопасности человека Кандидат юридических наук, доцент. Полковник милиции.
Депутат Государственной Думы Федерального Собрания РФ первого (1993—1995) и второго (1995—1999) созывов, была членом фракции ЛДПР.
В настоящее время — руководитель детского творческого коллектива «Крепыш» в родовом поместье регионального общественного объединения Центр развития «Добрая земля» в экопоселении Заветное Судогодского района Владимирской области, относящемся к движению «Звенящие кедры России».

## Биография
Родилась 10 октября 1948 года в Моршанском районе Тамбовской области в семье рабочих.
В 1973 году окончила Воронежский государственный университет по специальности «юрист-исследователь».
В 1973—1980 годы — инспектор по делам несовершеннолетних Куйбышевского РУВД Ленинграда.
В 1980—1984 годы работала в ГУВД Ленинградского областного и городского исполнительных комитетов.
В 1984—1987 годы — начальник отдела кадров Невского РУВД г. Ленинграда.
В 1987—1990 годы училась и окончила адъюнктуру Академии МВД СССР.
В 1990 году в Академии МВД СССР защитила диссертацию на соискание учёной степени кандидата юридических наук по теме «Общественное мнение и его учёт в управлении органами внутренних дел» (специальность 05.13.10 — Управление в социальных и экономических системах).
В 1990—1993 годы — научный сотрудник, старшим научным Учебно-научного комплекса психологии и работы с личным составом Академии МВД РФ.
В 1993 году избрана депутатом Государственной Думы I созыва по избирательному списку ЛДПР. Заместитель председателя Комитета Государственной думы по безопасности.
В январе 1994 года была уволена из органов МВД по выслуге лет.
В октябре 1995 года была избрана депутатом Государственной Думы II созыва по избирательному списку ЛДПР. Также баллотировалась по Мичуринскому одномандатному избирательному округу № 170 Тамбовской области, но уступила кандидату А. А. Пономарёву.
До 10 июля 1996 года — член и заместитель председателя Комитета Государственной Думы по делам женщин, семьи и молодёжи.
С 10 июля 1996 года по 16 декабря 1998 года — член Комитета Государственной по международным делам.
Со 2 апреля 1997 год — член и заместитель председателя Координационного совета внефракционного объединения депутатов Государственной Думы Российской Федерации «АнтиНАТО».
С 11 сентября 1998 года — член Комиссии Государственной Думы по этике.
С 16 декабря 1998 года — член и заместитель председателя Комитета Государственной Думы по экономической политике.
В сентябре 1999 года была включена под № 11 в Северо-Западной региональной группе в общефедеральный список ЛДПР для участия в выборах в Государственную думу III созыва, но 11 октября 1999 года Центральная избирательная комиссия отказал ЛДПР в регистрации федерального списка. 13 октября 1999 года была включена род № 3 Региональной группе «Сибирский регион» в список избирательного блока «Блок Жириновского», но по решению Совета блока Центральная избирательная комиссия исключила её из списка. Выдвигала свою кандидатуру от ЛДПР по Новгородскому одномандатному избирательному округу № 123, но затем отказал от участия в выборах.
Участвовала в работе над законопроектами: «О содержании под стражей подозреваемых и обвиняемых в совершении преступлений», «О наркотических средствах и психотропных веществах», «О государственной защите свидетелей и потерпевших и других лиц, содействующих уголовному судопроизводству», «О правах и безопасности пациентов в сфере здравоохранения», «О внесении изменения в статью 242 УК РФ».
С 15 февраля 2005 года — член Комиссии по духовной безопасности при Экспертном Совете по национальной, миграционной политике и взаимодействию с религиозными организациями при Аппарате Полномочного представителя Президента РФ по Центральному федеральному округу.
С 17 ноября 2005 года — член Экспертного совета при фракции «Родина» (Народная Воля — СЕПР) и глава секции «Безопасность личности в России».
Доцент кафедры национальной безопасности Российской академии государственной службы при Президенте РФ.
Член Политико-консультативного совета при Президенте РФ.
Член комиссии Межпарламентской Ассамблеи государств — участников СНГ по проблемам окружающей среды.
Член-корреспондент общественной академии Академия акмеологических наук.
Член-корреспондент общественной академии Международная академия экологии и безопасности жизнедеятельности.

## Семья
Замужем. Муж — инженер. Дочь — выпускница аспирантуры. Имеет трёх внуков.

## Отзывы
В 2004 году религиовед С. М. Дударенок отмечала, что труды Н. В. Кривельской представляют собой антисектантскую литературу, содержащую как общие предписания, так и конкретные способы и предложения по противодействию «тоталитарным сектам» в России. Дударенок указывает, что «Н. В. Кривельская говорит о необходимости изучения конкретной деятельности „деструктивных религиозных организаций“, правовом обеспечении подобной деятельности, равенстве религий перед законом и т. д.». В то же время Дударенок высказывает мнение, что как название, так и содержание работ Кривельской указывают на бесспорно негативную позицию самой Кривельской. Дударенок отмечает, что, согласно научному подходу, сначала необходимо провести сбор всей информации об объекте исследования, затем проводится непредвзятый анализ, и только после этого можно делать какие-либо выводы. Дударенок подытоживает, что какая-либо однозначная позиция может быть правомерной для известных на Западе и хорошо изученных новых религиозных движений, но для российских новых религиозных движений такая позиция выглядит «довольно спорной».
В 2011 году религиовед и социолог М. Ю. Смирнов включил Н. В. Кривельскую в число «ведущих специалистов АКД в России».

## Награды
- Медаль «За безупречную службу» I степени[3]
- Медаль «За безупречную службу» II степени[3]

## Научные труды

### Диссертации
- Кривельская Н. В. Общественное мнение и его учёт в управлении органами внутренних дел / автореферат дис. ... кандидата юридических наук : 05.13.10. — М.: Акад. МВД СССР, 1990. — 21 с.

### Монографии
- Жириновский В. В., Кривельская Н. В. Псевдохристианские религиозные организации России: информационно-аналитическое исследование. — М.: ЛДПР, 1997. — 72 с.
- Кривельская Н. В. «Планирование семьи» — демографическая война в России / Аналитический вестник. Выпуск 21. — М.: Изд. Гос. Думы, 1997. — (Оборона и безопасность).
- Кривельская Н. В. Религиозная среда обитания: Оценка угроз и поиск мер защиты. — М.: Изд. Гос. Думы, Известия, 1998. — 172 с. — 250 экз.
- Кривельская Н. В. Российский генофонд под прицелом псевдорелигий. — М.: Изд. Гос. Думы, 1999. — 63 с.
- Кривельская Н. В. Религиозная экспансия против России / Аналитический вестник. — М.: Изд. Гос. Думы, 1998. — (Оборона и безопасность).
- Жириновский В. В., Кривельская Н. В. Нашествие чёрного Муна. — М.: ЛДПР. — 80 с.
- Кривельская Н. В. Секта: Угроза и поиск защиты. — М.: Благовест, 1999. — 268 с. — 15 000 экз. — ISBN 5-7854-0072-3. Архивировано 1 июля 2015 года.
- Общая теория национальной безопасности: Учебник / А. В. Возжеников, Н. В. Кривельская, И. К. Макаренко и др. ; Под ред. А. А. Прохожев ; Российская академия государственной службы при Президенте Российской Федерации. — 2-е изд., доп. — М.: Изд-во РАГС, 2005. — 344 с. — (Учебники Российской академии государственной службы при Президенте Российской Федерации). — ISBN 5772902393.

### Статьи
- Кривельская Н. В. Опасность информационно-психологического воздействия // Национальная безопасность и геополитика России. — 2001. — № 4—5 (21—22). — С. 153.
- Кривельская Н. В., Гиламов А. Т. «Деструктивные религиозные организации в России» / Международный общественный Фонд «Фонд национальной безопасности» (копия статьи)
- Кривельская Н. В. Информационный материал об опасной деятельности в России религиозной организации "Свидетели Иеговы" от 20 ноября 1997 года // Вестник информационно-аналитического центра святителя Марка, епископа Ефесского. — 1997. — Вып. 22.
- Кривельская Н. В. «Новое религиозное сознание» ─ угроза духовном благополучию россиян // ЛДПР. — 1997. — № 10 (40).
- Кривельская Н. В. Азиатский тигр на дальневосточной тропе // Российская Федерация сегодня. — 1998. — № 3.
- Кривельская Н. В. Шпионы в религиозной одежде // Информационно-аналитический журнал «Обозреватель». — 1998. — № 5. — С. 78-82.
- Кривельская Н. В. Осторожно: деструктивные религиозные организации на территории России. — 1999. — № 5 (122).

## Интервью
- Женщина из команды Жириновского: Н. Кривельская-женщина, офицер, политик: Ответы Н. Кривельской на вопросы журналистов / Либер.-демократ. партия России. — М.: Интурреклама дизайн, 1997. — 24 с.